# Olha Beresnyeva
Olha Beresnyeva (en ukrainien : Ольга Береснева), née le 12 octobre 1985 à Jdanov, est une nageuse ukrainenne.

## Biographie
De 2005 à 2008, Olha Bersenyeva nage sous les couleurs d'Israël.
Le 12 juin 2015, le Comité international olympique la disqualifie et l'exclut des Jeux olympiques d'été de 2012 après des tests positifs à l'EPO.

## Palmarès

### Jeux olympiques
- 7e en 10 km nage en eau libre en 2012 à Londres[3]
- 20e en 800 m nage libre en 2004 à Athènes
- 23e en 800 m nage libre en 2000 à Sydney
- 38e en 400 m nage libre en 2004 à Athènes

### Championnats du monde
- 4e en 25 km nage en eau libre aux Championnats du monde de natation 2011 à Shanghai

### Championnats d'Europe
- Médaille d'or en 25 km nage en eau libre aux Championnats d'Europe de natation 2010 à Budapest